# Cicero Blake
Cicero Blake (* 20. Februar 1938 in Jackson, Mississippi) ist ein US-amerikanischer Soul-Sänger.

## Leben
Anfang der 1950er-Jahre zog Cicero Blake mit seiner Familie in den Chicagoer Stadtteil West Side, wo er im Kirchenchor sang. Noch während seiner High-School-Zeit wurde er 1952 Mitglied der Doo-Wop-Band The Golden Tones, aus denen später die Kool Gents hervorgingen. Nach seinem Wehrdienst war er von 1959 bis 1962 Teil der Sonny Thompson Revue. Seit 1961 veröffentlichte er eine Vielzahl von Singles auf kleineren Plattenlabels des Chicago Souls wie Renee, Success oder Brainstorm, von denen jedoch keine die Musikcharts erreichte. Um 1970 nahm er zudem zwei Songs für das Majorlabel Brunswick Records auf, You Got Me Walking und A Woman Needs To Be Loved. Beide blieben jedoch etwa 20 Jahre lang unveröffentlicht, bis sie auf verschiedenen Soul-Samplern erschienen.
Als sich die Hochzeit der klassischen Soulmusik Ende der 1970er langsam dem Ende zuneigte, verlegte sich Blake auf den Soul-Blues-Stil, der vor allem in den Südstaaten der USA populär war. In diese Zeit fällt sein erster landesweiter Hit Dip My Dipper, den er 1978 unter dem Namen Corey Blake veröffentlichte. In den 1980ern etablierte er sich auf Bluesfestivals und dem Radiomarkt der Südstaaten. Seitdem veröffentlichte er regelmäßig neue Alben auf verschiedenen Labels, immer noch im Stil des Soul. Sie weisen jedoch auch Elemente zeitgenössischer Stile wie des Contemporary R&B auf.
2013 erschien das Album Cicero sowie 2015 ein Greatest-Hits-Album.

## Diskographie (Auswahl)

### Singles (mit Erscheinungsjahr, Label und Katalognummer)
- See What Tomorrow Brings / Don't Do This To Me, 1962 (Success 107)
- Should I Go / Could This Be Love, 1962 (Renee 506)
- Soul Of Pain / Take It From Me, 1964 (Renee 106)
- You're Gonna Be Sorry / Sad Feeling, 1964 (Renee 109)
- You're Gonna Be Sorry / Sad Feeling, 1964 (Mar-V-Lus 6004)
- Step By Step / If I Had My Way, 1966 (Brainstorm 119)
- Loving You Woman Is Everything / Shing-A-Ling, 1967 (Brainstorm 123)
- Face The Case / Here Comes The Heartache, 1968 (Tower 454)
- Bad, But Beautiful Bag / Don't Wait Until Tomorrow, 1969 (Tower 494)
- A Woman Needs To Be Loved, ca. 1970 (Brunswick [damals unveröffentlicht])
- You Got Me Walking, ca. 1970 (Brunswick [damals unveröffentlicht])
- Dip My Dipper / Be Good To Me, 1978 (Rainbow's End 1001 als Corey Blake)[2]

### Alben
- Too Hip To Be Happy (Valley Vue 1988)
- Just One Of Those Things (Valley Vue 1993)
- Wives Night Out (Ace 1996)
- Stand By Me (Ace 1998)
- Ain't Nothing Wrong (Mardi Gras 2003)
- Here Comes The Heartache: The Soul Years (Grapevine 2004)
- It's You I Need (Hep' Me 2008)
- I'm Satisfied (CDS 2010)
- Cicero (CDS 2013)
- Greatest Hits (CDS 2015)[3]